# باخاريس دي أداخا
بلدية باخاريس دي أداخا (بالإسبانية: Pajares de Adaja) هي بلدية تقع في مقاطعة آبلة التابعة لمنطقة قشتالة وليون وسط إسبانيا.

## الديموغرافيا
بلغ عدد سكان بلدية باخاريس دي أداخا 207 نسمة عام 2011 (وفقاً للمعهد الوطني للإحصاء الإسباني).
| 196 | 199 | 187 | 178 | 191 | 197 | 207 |